# Невада Сити (Калифорнија)
Невада Сити (енгл. Nevada City) град је у америчкој савезној држави Калифорнија. По попису становништва из 2010. у њему је живело 3.068 становника.

## Демографија
Према попису становништва из 2010. у граду је живело 3.068 становника, што је 67 (2,2%) становника више него 2000. године.
| Група             | 2000.         | 2010.         |
| Белци             | 2.748 (91,6%) | 2.680 (87,4%) |
| Афроамериканци    | 13 (0,4%)     | 26 (0,8%)     |
| Азијати           | 22 (0,7%)     | 46 (1,5%)     |
| Хиспаноамериканци | 104 (3,5%)    | 205 (6,7%)    |
| Укупно            | 3.001         | 3.068         |